# 普雷斯頓斯堡 (肯塔基州)
普雷斯頓斯堡（英語：Prestonsburg），是美国肯塔基州的一座城市。建立于1797年，面积约为33.4平方公里（12.9平方英里）。根据2010年美国人口普查，该市的人口为3,255人。